# Deutsche Gesellschaft für Chronometrie
Deutsche Gesellschaft für Chronometrie e. V. (DGC) ist eine wissenschaftliche Fachgesellschaft für die Zeitmesstechnik mit Sitz in Nürnberg.

## Aufgaben und Ziele
Zweck der Gesellschaft ist die wissenschaftliche Pflege der Zeitmesstechnik, insbesondere
der Uhrentechnik und verwandter Fachgebiete der Feinwerk- und Mikrotechnik
sowie der Technikgeschichte von Zeitmessgeräten und -verfahren, die Erforschung und
Erhaltung historischer Zeitmesser.
Diese Aufgaben werden innerhalb der Gesellschaft in Fach- und Regionalkreisen durchgeführt.
Die Gesellschaft gibt eine Publikation in Form eines Jahrbuches heraus und informiert die Mitglieder vierteljährlich durch die DGC-Mitteilungen über Sitzungen, Tagungen, Veranstaltungen, Aktuelles.

## Geschichte
Nach dem Zweiten Weltkrieg war die westdeutsche Uhrenindustrie, die ihren Schwerpunkt im Schwarzwald und im Pforzheimer Raum hatte, schwer angeschlagen. Mit dem Ziel, sie durch Forschung und Entwicklung zu unterstützen, wurde die „Deutsche Gesellschaft für Chronometrie“ im Jahre 1949 als wissenschaftliche Gesellschaft für Uhrentechnik, Zeitmesskunde und Feinmechanik gegründet.
Heute, nachdem die „alte“ deutsche Uhrenindustrie praktisch verschwunden ist, bildet der 1960 gegründete historisch-wissenschaftliche Fachkreis „Freunde alter Uhren“ den Schwerpunkt der DGC. Die Mitglieder kommen aus dem Kreis von Sammlern und Uhrmachern, aus Industrie, Wissenschaft und Museen. Sie treffen sich auf den jährlichen Hauptversammlungen, den Tagungen der Fachkreise, in verschiedenen Regionalkreisen und bei Exkursionen zu den „Uhrenstätten“ der ganzen Welt.
Die Geschäftsstelle und die umfangreiche Bibliothek befinden sich seit 2002 im historischen Bibliothekssaal des ehemaligen Gewerbemuseums. Die Uhrensammlung Karl Gebhardt ist im selben Gebäude untergebracht.

## Fach- und Regionalkreise

### Fachkreise
- Armbanduhren
- Elektrische Uhren
- Sonnenuhren
- Turmuhren

### Regionalkreise
- Berlin
- Dresden
- Franken (Region)
- Frankfurt am Main
- Hamburg
- Köln
- Mannheim
- München
- Recklinghausen
- Stuttgart

## Schwesterorganisationen
Die großen Organisationen mit vergleichbaren Zielen sind:
- Antiquarian Horological Society (AHS), Vereinigtes Königreich
- National Association of Watch and Clock Collectors (NAWCC), Vereinigte Staaten
- Association Française des Amateurs d'Horlogerie Ancienne (AFAHA), Frankreich
- Chronometrophilia, Schweiz
- HORA Associazione Italiana Cultori di Orologeria Antica, Italien